# Boca de Sauron
Boca de Sauron es, en el universo de ficción creado por el escritor británico J. R. R. Tolkien, el nombre con el que se conocía al lugarteniente de Barad-dûr «pues su verdadero nombre hasta él lo había olvidado». 
Se presume que es un númenóreano negro con grandes conocimientos de hechicería, «más malvado que el más vil de los orcos». Había entrado al servicio de la Torre Oscura hacía muchos años, desde los tiempos de la segunda reconstrucción. 

La encabezaba una figura alta y maléfica, montada en un caballo negro, si aquella criatura enorme y horrenda era en verdad un caballo. [...] Un manto negro cubría por completo al jinete, y negro era también el yelmo de cimera alta; no se trataba, sin embargo, de uno de los Espectros del Anillo; era un hombre y estaba vivo. Era el Lugarteniente de la Torre de Barad-dûr, y ninguna historia recuerda su nombre, porque hasta él lo había olvidado, y decía: «Yo soy la Boca de Sauron». Pero se murmuraba que era un renegado, descendiente de los Númenóreanos Negros, que se habían establecido en la Tierra Media durante la supremacía de Sauron. Veneraban a Sauron, pues estaban enamorados de las ciencias del mal. Habían entrado al servicio de la Torre Oscura en tiempos de la primera reconstrucción, y con astucia se había elevado en los favores del Señor; y aprendió los secretos de la hechicería, y conocía muchos de los pensamientos de Sauron; y era más cruel que el más cruel de los orcos.
J.R.R. Tolkien, El Retorno del Rey, VI, Capítulo 10 La Puerta Negra se abre.

Aparece ante la Puerta Negra, ataviado de negro y montado en un temible caballo, como «embajador» ante el desafío de los Capitanes del Oeste, para instar a Elessar y los demás señores a que se rindan ante Sauron, permaneciendo como vasallos de Mordor. Les habla a Gandalf y los demás con palabras llenas de desprecio y odio, y les muestra a manera de prueba las prendas que le confiscaron a Frodo en la Torre de Cirith Ungol. Tras negarse los capitanes a tales condiciones, desaparece tras las Puertas, dando paso a los ejércitos de Sauron. Se desconoce su fin, aunque se intuye que perece durante la caída de su Amo.

El emisario de Mordor ya no se reía. [...] Loco de rabia, echó baba por la boca, mientras unos sonidos de furia se le estrangulaban en la garganta. Pero miró los rostros feroces y las miradas mortíferas de los Capitanes, y el miedo fue más fuerte que la ira. Dando un alarido, se volvió, trepó de un salto a su cabalgadura, y partió en desenfrenado galope hacia Cirith Gorgor.
J.R.R. Tolkien, El Retorno del Rey, VI, Capítulo 10 La Puerta Negra se abre.

## En el cine
En la versión animada del año 1980 de El retorno del Rey, producida por Rankin/Bass se presenta ante los Capitanes del Oeste completamente vestido de negro, con la insignia de Mordor en su vestimenta, y acompañado por un jinete quien porta una bandera con el ojo maléfico pintado en rojo. Tras intercambiar palabras con Aragorn, se retira hacia la Puerta Negra.
En El Señor de los Anillos: el retorno del Rey su escena sólo aparece en la versión extendida editada en DVD, en la que es interpretado por Bruce Spence. Lleva un casco  que oculta toda su cara excepto la boca, que está magnificada por efectos especiales y con la apariencia de estar llena de úlceras y afilados dientes. En la película, enseña la cota de malla de mithril que los uruk-hai le habían confiscado a Frodo en la torre de Cirith Ungol, y se jacta de la muerte del hobbit. Aragorn se niega a creerle, se acerca hacia él y le decapita con la espada Andúril, ante lo que Gimli comenta «se acabaron las negociaciones». Uno de los mayores errores de continuidad de la trilogía ocurre en esta escena: tras decapitar al emisario y que este cayese al suelo, la Puerta Negra se abre, y los caballos con los protagonistas retroceden. En lo que esto ocurre, mientras se ve al ejército de Mordor avanzar, el cadáver de Boca de Sauron no está. Esto podría deberse a que en la versión de las salas la Boca de Sauron no aparece y los espectadores se preguntarían el por qué de un cadáver frente a las puertas.[cita requerida]
- Datos: Q261584